# اوزوکریت

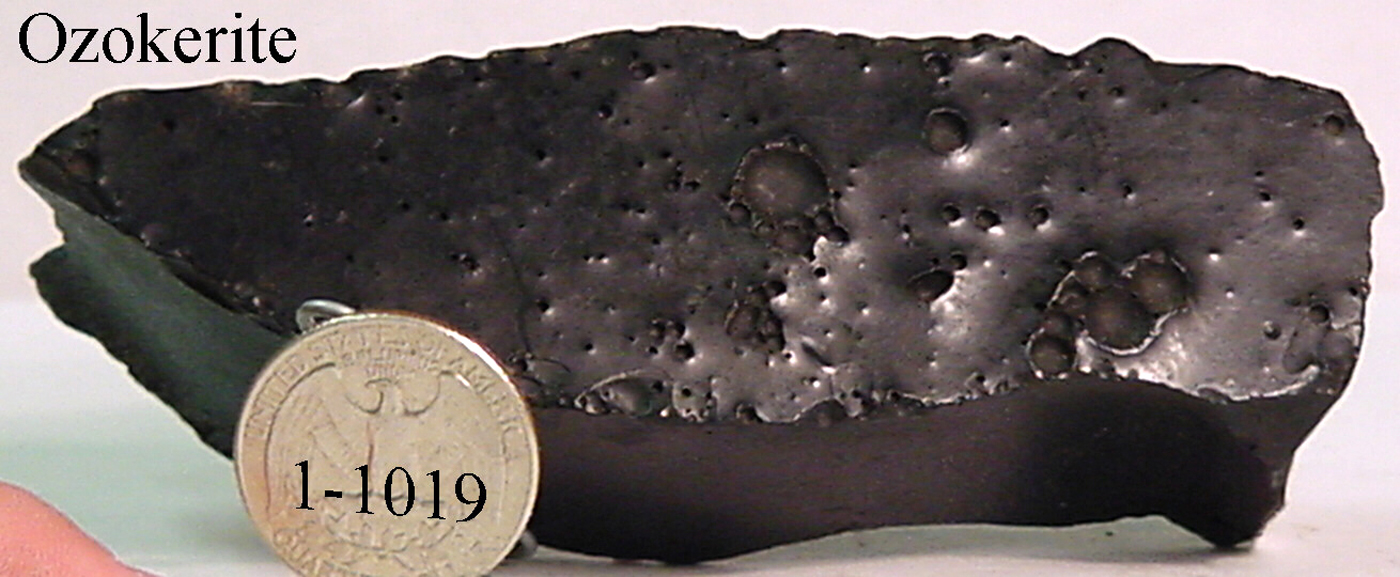
اوزوکریت

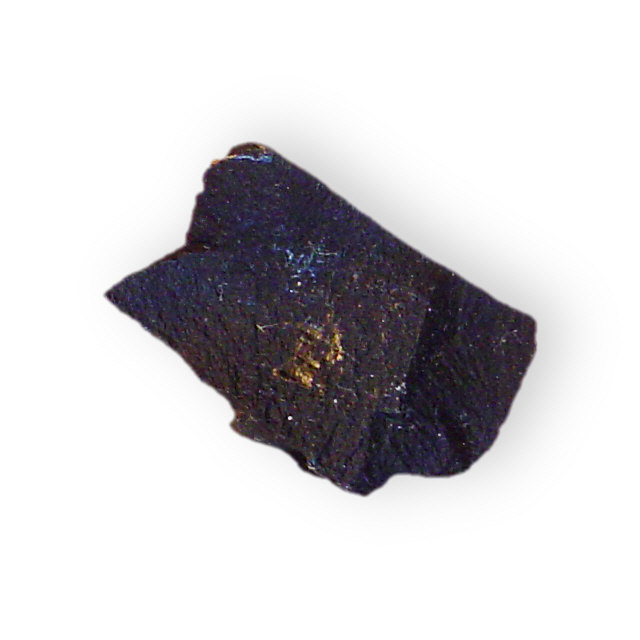
اوزوکریت، از شهرستان واساچ، یوتا

اوزوکریت یا اوزوسریت، که به‌طور باستانی با نام موم خاکی نیز شناخته می‌شود، یک موم معدنی یا پارافین خوشبوی طبیعی است که در بسیاری از مناطق یافت می‌شود. به دلیل نداشتن ترکیب مشخص و ساختار بلوری، یک کانی محسوب نمی‌شود، بلکه فقط یک شبه‌کانی یا کانی‌نما محسوب می‌شود.